# Conosia irrorata irrorata
Conosia irrorata irrorata is een tweevleugelige uit de familie steltmuggen (Limoniidae). De soort komt voor in het Palearctisch, Afrotropisch,  Oriëntaals en Australaziatisch gebied.